# La Vie heureuse (revue)
Pour les articles homonymes, voir Vie (homonymie).
La Vie heureuse est une revue féminine illustrée française lancée par Hachette en 1902, fusionnée avec le magazine Femina en 1917.

## Histoire du support
Sous-titrée « revue féminine universelle illustrée », La Vie heureuse est éditée pour la première fois par la librairie Hachette le 15 octobre 1902, vendue au prix de 50 centimes. Dans une formule mensuelle, ce périodique présente au départ un contenu assez littéraire, aristocratique et élitiste, en partie rédigé par des femmes de lettres, telles Anna de Noailles.
Au bout de quelques numéros, le sous-titre disparaît, la couverture devient moins austère et présente une reproduction photographique de portrait de femme ; La Vie nouvelle se met au diapason de son concurrent direct, le magazine Femina, en abordant des sujets tels que le sport féminin, les premières aviatrices et automobilistes, et autres activités habituellement dévolues au hommes comme la pêche : on est ici loin des périodiques où il n'est question que de modes ou de cuisine.
En novembre 1904, toutes les rédactrices (outre Anna de Noailles, les premiers membres du jury s'appelaient Caroline de Broutelles (directrice du journal), Julia Daudet, Daniel Lesueur, Jeanne Mette, Lucie Faure, Séverine, Juliette Adam, Gabrielle Réval…) décident de former un jury afin de décerner le prix La Vie heureuse à Myriam Harry en réaction au prix Goncourt. Hachette et Pierre Lafitte s'associent pour que ce prix perdurent et il devient le prix Femina-Vie Heureuse après 1918 puis simplement prix Femina à partir de 1922. 
En 1906, sort un supplément intitulé Le Conseil des femmes : journal de tous les emplois, des carrières et des professions qui permettent aux femmes d'améliorer ou de gagner leur vie.
Vers 1912, le titre devient simplement Vie heureuse.
En mars 1917, Lafitte revend à Hachette Femina (tout en restant aux commandes), et les deux magazines fusionnent en une formule trimestrielle (qui conserve les deux titres) puis mensuelle intitulée uniquement Femina.
Le titre La Vie heureuse reparaît à la fin de l'année 1945 en une nouvelle formule mensuelle avec une couverture en couleurs qui dure semble-t-il jusqu'en 1948.